# Maslāvī
Maslāvī (persiska: مسلاوی, Maşlāvī) är en ort i Iran.   Den ligger i provinsen Khuzestan, i den västra delen av landet, 700 km sydväst om huvudstaden Teheran. Maslāvī ligger 2 meter över havet och antalet invånare är 823.
Terrängen runt Maslāvī är mycket platt. Runt Maslāvī är det ganska tätbefolkat, med 129 invånare per kvadratkilometer. Närmaste större samhälle är Khorramshahr, 5,2 km sydost om Maslāvī. Trakten runt Maslāvī är ofruktbar med lite eller ingen växtlighet.